# Sherrilyn McQueen
Sherrilyn McQueen (n. 11 de diciembre de 1965 en Columbus, Georgia, EE. UU.) es una escritora estadounidense de superventas. Con su nombre de casada Sherrilyn Kenyon escribe urban fantasy, y es conocida sobre todo por su serie de los Cazadores Oscuros (Dark Hunter). Bajo el seudónimo de Kinley MacGregor escribió novelas históricas también con elementos paranormales. Las novelas de McQueen tienen "éxito internacional" con más de 30 millones de copias impresas en más de cien países. Bajo ambos nombres, sus libros han aparecido en lo alto de las listas de superventas del New York Times, Publishers Weekly, y USA Today, y a menudo son superventas en Alemania, Australia, y el Reino Unido.

## Carrera Literaria
Como Sherrilyn Kenyon es una de las más famosas escritoras dentro del género del Romance Paranormal. Sus libros aparecen en la lista de los más vendidos del New York Times, Publishers Weekly, y USA Today. Desde hace dos años, ha reclamado el puesto número 1 de las listas del New York Times en doce ocasiones. Esta extraordinaria escritora sigue encabezando las listas en el género de novelas que ella escribe. Con más de 23 millones de copias de sus libros y con impresión en más de 30 países, su serie corriente incluye: Los Cazadores oscuros, La Liga, Señores de Avalon, Agencia MALA (B.A.D) y las Crónicas de Nick. Desde 2004, ha colocado más de 50 novelas en la lista del New York Times. Es la voz más preeminente en la ficción paranormal, con más de veinte años de publicaciones, McQueen no sólo ayudó a promover, si no también a definir la tendencia de la corriente paranormal romántica que ha cautivado el mundo.
Además debemos recalcar que dos de sus series han sido llevadas a las viñetas. Marvel Comics ha publicado los cómics basados en la serie "Señores de Avalon" (Lords of Avalon) la cual guioniza la misma Sherrilyn y "Chronicles of Nick" es una aclamado manga.
Su vida es muy representativa para muchos "Paladines" (así se hacen llamar sus fans).

## Obras

### Como Sherrilyn Kenyon

#### Agency B.A.D (Conjuntamente con Dianna Love)

##### Novelas
1. Actitud Provocadora (2005)
2. El Fantasma de la Noche (2008)
3. Mentiras Susurradas (2009)
4. Verdad Silenciada (2010)

##### Relatos
1. BAD to the Bone (2005) [Dentro de la antología Big Guns Out of Uniform]
2. Captivated By You (2005) [Dentro de la antología Tie Me Up, Tie Me Down: Three Tales of Erotic Romance]
3. Turn Up the Heat (2006) [Dentro de la antología Playing Easy to Get]
4. Just Bad Enough (2010) [Dentro de la antología Deadly Promises]
5. BAD Mission (2012) [Dentro de la antología Thriller 3: Love is Murder]

#### Los Cazadores Oscuros

##### Novelas
1. Un Amante De Ensueño (Julian de Macedonia y Grace)
2. Placeres De La Noche (Kyrian de Tracia y Amanda)
3. El Abrazo De La Noche (Talon de morrigantes y Sunshine)
4. Bailando Con El Diablo (Zarek de Moesia y Astrid)
5. El Beso De La Noche (Wulf y Cassandra)
6. El Juego De La Noche (Vane y Bride)
7. Disfruta De La Noche (Valerius y Tabitha)
8. Pecados De La Noche (Alexion  y Danger)
9. Desnuda La Noche (Wren y Maggie)
10. La Cara Oscura De La Luna (Ravyn y Susan)
11. El Cazador De Sueños (Arik y Megera)
12. El Diablo Puede Llorar (Sin y Katra)
13. La Luna De La Medianoche  (Aidan y Leta)
14. Atrapando Un Sueño (Xypher y Simone Dubois)
15. Aquerón (Acheron y Tory)
16. El Silencio De La Noche (Stryker y Zephyra)
17. El Guardián De Los Sueños (Jericho y Delphine)
18. La Noche De La Luna Negra (Fang y Aimee)
19. Un Amor Despiadado (Dev y Samia)
20. Sed De Venganza (Sundown(Jess) y Abigail)
21. El Guardián (Seth y Lydia)
22. Tiempo Sin Tiempo (Ren y Kateri)
23. Styxx (Styxx y Bethany)
24. Hijo De Nadie (Cadegan y Jossete)
25. El Estigma Del Dragón (Max y Seraphina)
26. La Marca Del Dragón (Illarion y Edilyn)
27. El Juramento Del Dragón (Falcyn y Medea)
28. Stygian (Urian y Sarraxyn) Publicado solo en inglés.
29. Shadow Fallen (Valteri y Ariel) Publicado solo en inglés.
30. Sinergy (edición especial de Kickstarter, por publicar)

Deadman's Cross (saga spin-off dentro de dark Hunters)
1. Deadmen Walking
2. Death Doesn’t Bargain
3. At Death’s Door

##### Novelas Cortas
1. El comienzo (Acheron y Artemisa)
2. Dragonswan (Sebastian Kattalakis y Channon)
3. Amante Fantasma/ El fantasma de la noche (V·Aidan y Erin)
4. La Navidad de un Dark Hunter (Gallaguer)
5. Nacida en invierno (Dante y Pandora)
6. Un duro día para un investigador nocturno/Hasta que la muerte nos separe/Mi gran boda sobrenatural (Raphael y Celena)
7. Temiendo a la oscuridad (Nick , una carta de la autora , vistazo a dream hunter)
8. A la sombra de la luna ( Fury Kattalakis y Angelia )
9. Dark Bites (Antología de las diversas historias cortas sobre los Cazadores Oscuros)
10. House of the Rising Son (Aricles y Bathymaas)

#### Crónicas de Nick
Publicadas solo en inglés.
1. Infinity
2. Invencible
3. Infamous
4. Inferno
5. Ilusion
6. Instinct
7. Invision
8. Intensity

Shadows of Fire
Publicadas solo en inglés.
1. Sabotage
2. Last Christmas
3. Savage
4. Simi

#### La Liga
1. Hijo de la Noche.(Nykyrian y Kiara)
2. Hijo del Fuego. (Syn y Shahara)
3. Hijo del Hielo. (Devyn y Alix)
4. Fire & Ice/Fuego & Hielo. (Adron y Livia) NOVELA CORTA
5. Hijo de las Sombras. (Caillen y Desideria)
6. Born of Silence/Hijo del Silencio. (Darling y Zarya)
7. Cloak & Silence. (Ture y Maris)
8. Born of Fury/Hijo de la Furia. (Hauk y Sumi)
9. Born of Defiance/Hijo del Desafío. (Talyn y Felicia)
10. Born of Betrayal/Hijo de la Traición. ( Fain y Galene )
11. Born of Legend/Hijo de la Leyenda. (Dagger y Ushara)
12. Born of Vengeance/Hijo de la Venganza. (Bastien y Ember)
13. Eve of destruction (comienzo de precuela con el mismo nombre dentro del universo la liga)
14. Born of rage (Jinx y Eve)
15. Born of blood (Hadrian y Jayne)
16. Eve of ruin (aún sin publicar)

#### Nevermore series
No hay nada de esta serie publicado en español.
1. Insurrection
2. Omega Rising (aún sin publicar)
3. Crimson Dawn (aún sin publicar)

Belador (Conjuntamente con Dianna Love)

##### Novelas
1. Blood Trinity (2010) - Trinidad de Sangre (2014)
2. Alterant (2011) - Lealtad de Sangre (2014)
3. The Curse (2012) - Maldición de Sangre (2015)
4. Rise of the Gryphon (2013) - Coalición de Sangre (2015)

##### Relatos
1. Fire Bound (2011)

Myths & Outlaws
1. House of Fire & Magic
2. House of Ice & Shadows (sin publicar aún)
3. House of Air & Illusions (sin publicar aún)

### Como Kinley McGregor

#### The Sea Wolves
Ambos libros fueron publicados solo en inglés.
1. A Pirate of Her Own
2. Master of seduction

#### La saga de los McAllister
1. Dueño del deseo (Draven y Emily)
2. En busca del Higlander (Braden y Maggie)
3. Nacido en pecado (Sin y Caledonia)
4. El escocés domado (Ewan y Nora)

#### La hermandad de la Espada
1. El Caballero de medianoche. (¿Dónde está mi héroe?) (Simon & Kena)
2. El Caballero oscuro (Stryder & Rowena)
3. El retorno del guerrero (Christian & Adara)
4. El guerrero (Lochlan & Catarina)

No hay que olvidar que estas dos sagas están emparentadas, tal y como están colocadas sería el correcto orden de lectura.

#### «Señores de Avalon»
1. La espada oscura
2. La apuesta (Relato corto dentro de la antología Elemental)
3. El Guerrero de la Oscuridad

#### Otros
Daemon's Angel

### Novelas gráficas

#### Lords of Avalon
1. Sword of Darkness
2. Knight of Darkness

Las edita Marvel (Inglés)

### Manga

#### The Dark Hunters
1. The Dark Hunters Vol. 1
2. The Dark Hunters Vol. 2
3. The Dark Hunters Vol. 3
4. The Dark Hunters Vol. 4

La parte gráfica pertenece a Claudia Campos
Editados por St Martin's Griffin

#### Chronicles of Nick
01 - The Dark Hunters: Infinity Vol. 1
02 - The Dark Hunters: Infinity Vol. 2 
La parte gráfica pertenece a JiYoung Ahn
Editados por Yenpress